# Thymelaeaceae
Famille
Classification APG III (2009)
La famille des Thymelaeaceae (Thyméléacées) est constituée de plantes dicotylédones. Selon Watson & Dallwitz elle comprend près de 500 espèces réparties en 44 genres.
La plupart des classifications botaniques y ajoutent les espèces que Watson & Dallwitz assignent aux familles Aquilariacées et Gonystylacées (arbres originaires de Malaisie et d'Asie du Sud-Est).

## Étymologie
Le nom de famille Thymelaeaceae est un nom dérivé du nom de genre Thymelaea et du suffixe -aceae indiquant le rang taxonomique des familles.
Le nom de genre Thymelaea est un emprunt au grec ancien θυμελαία / thumelaía, « thymélée,  plante à baies laxatives », via le latin thymelaea – terme désignant une plante à fruits laxatifs, Daphne gnidium.
Le terme grec θυμελαία / thumelaía est employé par le médecin et botaniste grec Dioscoride (Ier siècle) dans sa Matière médicale, dans la notice IV, 172, θυμελαία ἡ χαμελαία / thumelaía hē khamelaía, identifié actuellement comme Daphne gnidium.
Le terme latin thymelaea se rencontre aussi dans l’Histoire Naturelle de l’encyclopédiste romain Pline (HN, XIII, 114) pour un arbuste poussant en Asie et en Grèce.

## Nomenclature
En 1789, Antoine-Laurent de Jussieu fait paraitre Genera Plantarum, ouvrage qui est à la base de la classification actuelle des genres en familles et des familles en ordres et en classes. Il crée dans cet ouvrage les Thymélées, Thymelææ de l’Ordre II, et Classe VI, dans lequel il place les genres Daphne, Stellera, Lagetta, Gnidia etc.

## Description

### Appareil végétatif
Ce sont essentiellement des arbres et arbustes, rarement des lianes ou des plantes herbacées, certains des zones arides, largement répandus des régions tempérées à tropicales, avec une diversité plus marquée dans l'hémisphère sud. Les feuilles sont généralement simples, entières, parfois éricoïdes ou engainantes (Struthiola ). Les stipules sont absentes ou vestigiales.

### Appareil reproducteur
Les fleurs, le plus souvent actinomorphes, sont solitaires ou regroupées en inflorescence de type grappe ou ombelle. Généralement hermaphrodites, elles sont tétra ou pentamères mais le nombre de pièces florales par verticille peut varier de 3 à 6.
Le périanthe présente un calice formé de lobes pétaloïdes soudés en hypanthium ou parfois plus ou moins libres (fleur périgyne), et une corolle réduite voire absente. L'androcée est généralement diplostémone avec des étamines libres ou adnés à l'hypanthium. La présence fréquente d'un disque nectarifère favorise la pollinisation entomophile. Le pistil au style souvent excentré est formé de carpelles soudés (5, parfois 2 et jusqu'à 12) en un ovaire supère dont chacune des loges contient un ovule anatrope. Le fruit est le plus souvent une baie ou une drupe avec une graine munie d'un caroncule, remplie par un embryon huileux et un endosperme droit.
Le phloème contenant des fibres très résistantes, l’écorce de nombreuses espèces a été utilisée pour la fabrication de papier de haute qualité. Ainsi les billets de banque japonais sont fabriqués à partir des fibres de Edgeworthia papyrifera. Les tiges sont extrêmement souples et difficiles à casser et sont utilisées comme substitut à la ficelle. La plupart des espèces sont toxiques et certaines sont importantes en médecine.

## Utilisation
Les rameaux et les racines contiennent des fibres végétales robustes, donnant d’excellentes fibres papetières pour fabriquer des papiers traditionnels artisanaux en Asie orientale.
La famille des Thymelaeaceae (瑞香科 ruìxiāng ke) a donné une dizaine d’espèces de plantes pourvues de fibres papetières (Yi Xiaohui): 
- 1) Daphne odora (瑞香 ruìxiāng), 2) Daphne papyracea 白瑞香, 3) Daphne genkwa 芫花 yán huā,
- 4) Edgeworthia chrysantha 结香 jiexiqng, 5) Edgeworthia gardneri 滇结香 dianjiexiang,
- 6) Wikstroemia canescens 荛花 ráohuā, 7) Wikstroemia lichiangensis 丽江荛花 Lijiang raohua, 8) Wikstroemia monnula Hance, 江北荛花beijiang raohua,
- 9) Stellera chamaejasme 狼毒花=瑞香狼毒, etc.

Par ailleurs la ressemblance morphologique des genres Daphne, Edgeworthia et Wistroemia est indéniable. Elle a même été source de confusion.
Ces espèces fournissent la classe des papiers nommés 瑞香皮纸 Ruìxiāng pízhǐ « papier d’écorce de Thymelaeaceae ».

## Principaux genres
Cette famille cosmopolite a comme genres principaux Gnidia (160 espèces tropicales en Afrique et Asie), Pimelea (110), Daphne (95), Wikstroemia (70), Daphnopsis (65), Struthiola (35), Lachnaea (30), Thymelaea (30), Phaleria (30), et Gonystylus (25).
La famille est représentée en France par les genres suivants :
- Daphne :   bois joli (Daphne mezereum L.), lauréole (Daphne laureola L.), daphné camélée (Daphne cneorum L.), garou (Daphne gnidium L.) etc.

Ce sont des arbrisseaux ou sous-arbrisseaux. Certaines espèces se rencontrent en plaine dans les bois sur sol calcaire, les autres occupent des rocailles le plus souvent calcaires des massifs montagneux.
- Thymelaea : passerine (Thymelaea calycina Meiss.), passerine hérissée (Thymelaea hirsuta(L.) Endl., 1861)

## Liste des genres
Selon Angiosperm Phylogeny Website (22 juin 2010) :
- genre Aetoxylon (Airy Shaw) Airy Shaw
- genre Amyxa Tiegh.
- genre Aquilaria Lamarck
- genre Arnhemia Airy Shaw
- genre Atemnosiphon Leandri
- genre Craterosiphon Engl. & Gilg
- genre Dais L.
- genre Daphne L.
- genre Daphnopsis Mart.
- genre Deltaria Steenis
- genre Diarthron Turcz.
- genre Dicranolepis Planchon
- genre Dirca L.
- genre Drapetes Banks ex Lamarck
- genre Edgeworthia Meisn.
- genre Englerodaphne Gilg
- genre Enkleia Griff.
- genre Eriosolena Blume
- genre Funifera C. A. Mey.
- genre Gnidia L.
- genre Gonystylus Teijsm. & Binn.
- genre Goodallia Bentham
- genre Gyrinops Gaertn.
- genre Jedda J.R.Clarkson
- genre Kelleria Endl.
- genre Lachnaea L.
- genre Lagetta Juss.
- genre Lasiadenia Bentham
- genre Lethedon Spreng.
- genre Linodendron Griseb.
- genre Linostoma Wall. ex Endl.
- genre Lophostoma (Meisn.) Meisn.
- genre Octolepis Oliv.
- genre Ovidia Meisn.
- genre Passerina L.
- genre Peddiea Harv. ex Hook.
- genre Phaleria Jack
- genre Pimelea Gaert.
- genre Rhamnoneuron Gilg
- genre Schoenobiblus Mart.
- genre Solmsia Baillon
- genre Stellera L.
- genre Stephanodaphne Baillon
- genre Struthiola L.
- genre Synandrodaphne Gilg
- genre Synaptolepis Oliv.
- genre Tepuianthus Maguire & Steyerm.
- genre Thecanthes Wikstr.
- genre Thymelaea Mill.
- genre Wikstroemia Endl.

Selon NCBI (22 juin 2010) :
- genre Aquilaria
- genre Arnhemia
- genre Craterosiphon
- genre Dais
- genre Daphne
- genre Daphnopsis
- genre Deltaria
- genre Dendrostellera
- genre Diarthron
- genre Dicranolepis
- genre Dirca
- genre Drapetes
- genre Edgeworthia
- genre Enkleia
- genre Gnidia
- genre Gonystylus
- genre Gyrinops
- genre Lachnaea
- genre Lethedon
- genre Octolepis
- genre Ovidia
- genre Passerina
- genre Peddiea
- genre Phaleria
- genre Pimelea
- genre Solmsia
- genre Stellera
- genre Stelleropsis
- genre Stephanodaphne
- genre Struthiola
- genre Synandrodaphne
- genre Synaptolepis
- genre Thecanthes
- genre Thymelaea
- genre Wikstroemia

Selon DELTA Angio (22 juin 2010) :
- genre Aetoxylon
- genre Amyxa
- genre Arnhemia
- genre Atemnosiphon
- genre Craterosiphon
- genre Cryptadenia
- genre Dais
- genre Daphne
- genre Daphnemorpha
- genre Daphnopsis
- genre Deltaria
- genre Diarthron
- genre Dicranolepis
- genre Dirca
- genre Drapetes
- genre Edgeworthia
- genre Enkleia
- genre Eriosolena
- genre Funifera
- genre Gnidia
- genre Goodallia
- genre Jedda
- genre Kelleria
- genre Lachnaea
- genre Lagetta
- genre Lasiadenia
- genre Lasiosiphon
- genre Lethedon
- genre Linodendron
- genre Linostoma
- genre Lophostoma
- genre Oreodendron
- genre Ovidia
- genre Passerina
- genre Peddiea
- genre Phaleria
- genre Pimelea
- genre Rhamnoneuron
- genre Schoenobiblus
- genre Stellera
- genre Stephanodaphne
- genre Struthiola
- genre Synandrodaphne
- genre Synaptolepis
- genre Thecanthes
- genre Thymelaea
- genre Wikstroemia

Selon ITIS (22 juin 2010) :
- genre Daphne L.
- genre Daphnopsis Mart.
- genre Dirca L.
- genre Edgeworthia Meisn.
- genre Lagetta A. L. Juss.
- genre Thymelaea P. Mill.
- genre Wikstroemia Endl.